# Talisia equatoriensis
Talisia equatoriensis är en kinesträdsväxtart som beskrevs av Acev.-rodr.. Talisia equatoriensis ingår i släktet Talisia och familjen kinesträdsväxter. Inga underarter finns listade i Catalogue of Life.